# Guo Wengui

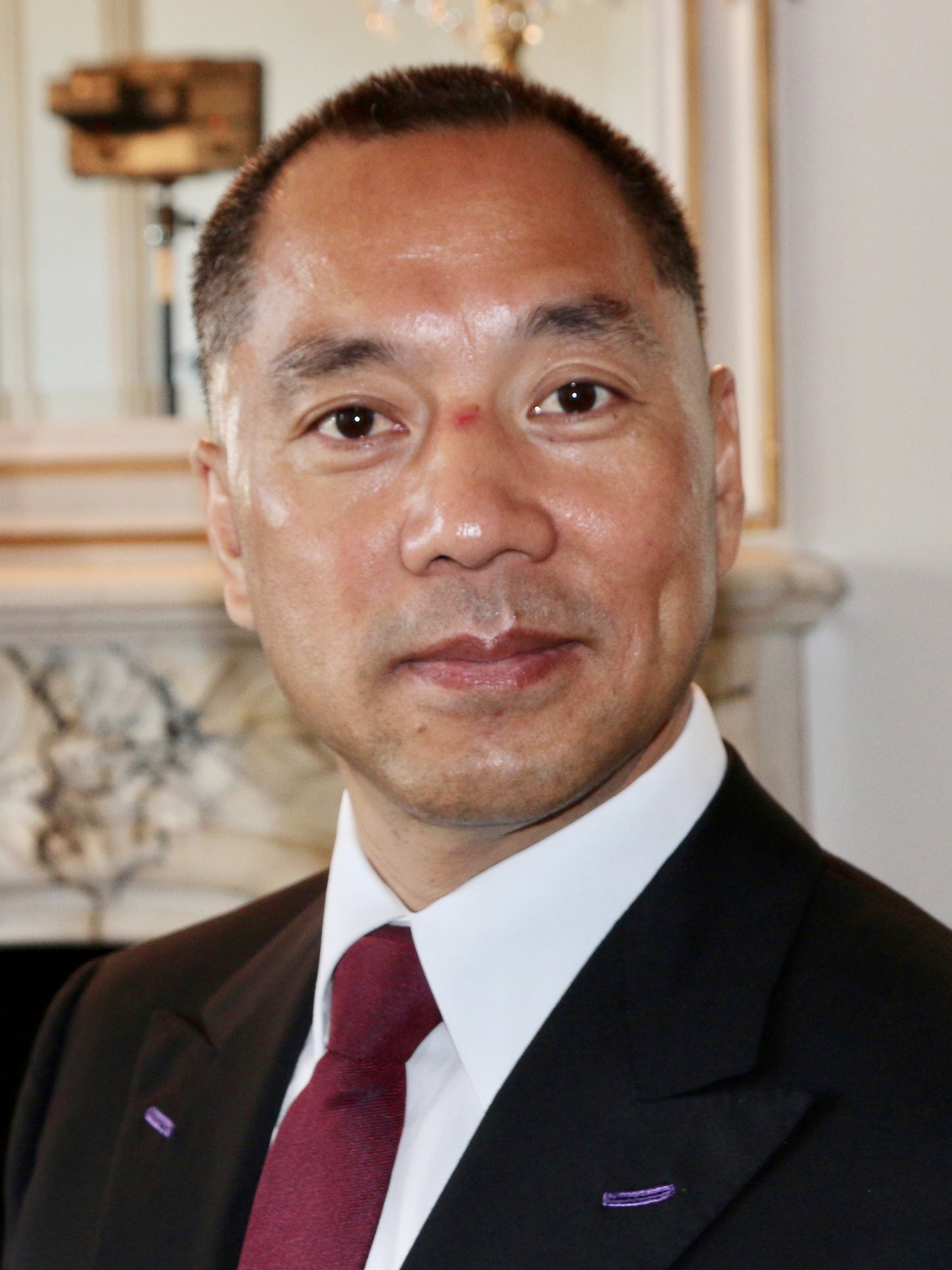
Guo Wen-gui em 2017.

Guo Wengui (chinês: 郭文贵; nascido em 10 de maio de 1970, auto-afirmação ou 5 de outubro de 1968), também conhecido como Guo Wen Gui, Guo Haoyun (郭浩云), Miles Guo e Miles Kwok é um empresário bilionário chinês que se tornou um ativista político e controla a Beijing Zenith Holdings (por meio de seus representantes Li Lin e Jiang Yuehua) e outros ativos. No auge de sua carreira, ele ocupava a 73ª posição entre os mais ricos da China. Guo foi acusado de corrupção e outros delitos pelas autoridades chinesas e fugiu para os Estados Unidos no final de 2014 depois de saber que seria preso por acusações que incluíam suborno, sequestro, lavagem de dinheiro, fraude e estupro. Guo é colega de Steve Bannon e próximo do presidente dos Estados Unidos, Donald Trump.
Guo afirma ser um denunciante, mas algumas de suas declarações não puderam ser verificadas por jornais como o The New York Times. Entre 2018 e 2020, Guo lançou dois projetos de mídia com Bannon, G News e GTV Media Group.